# Varsity Stadium

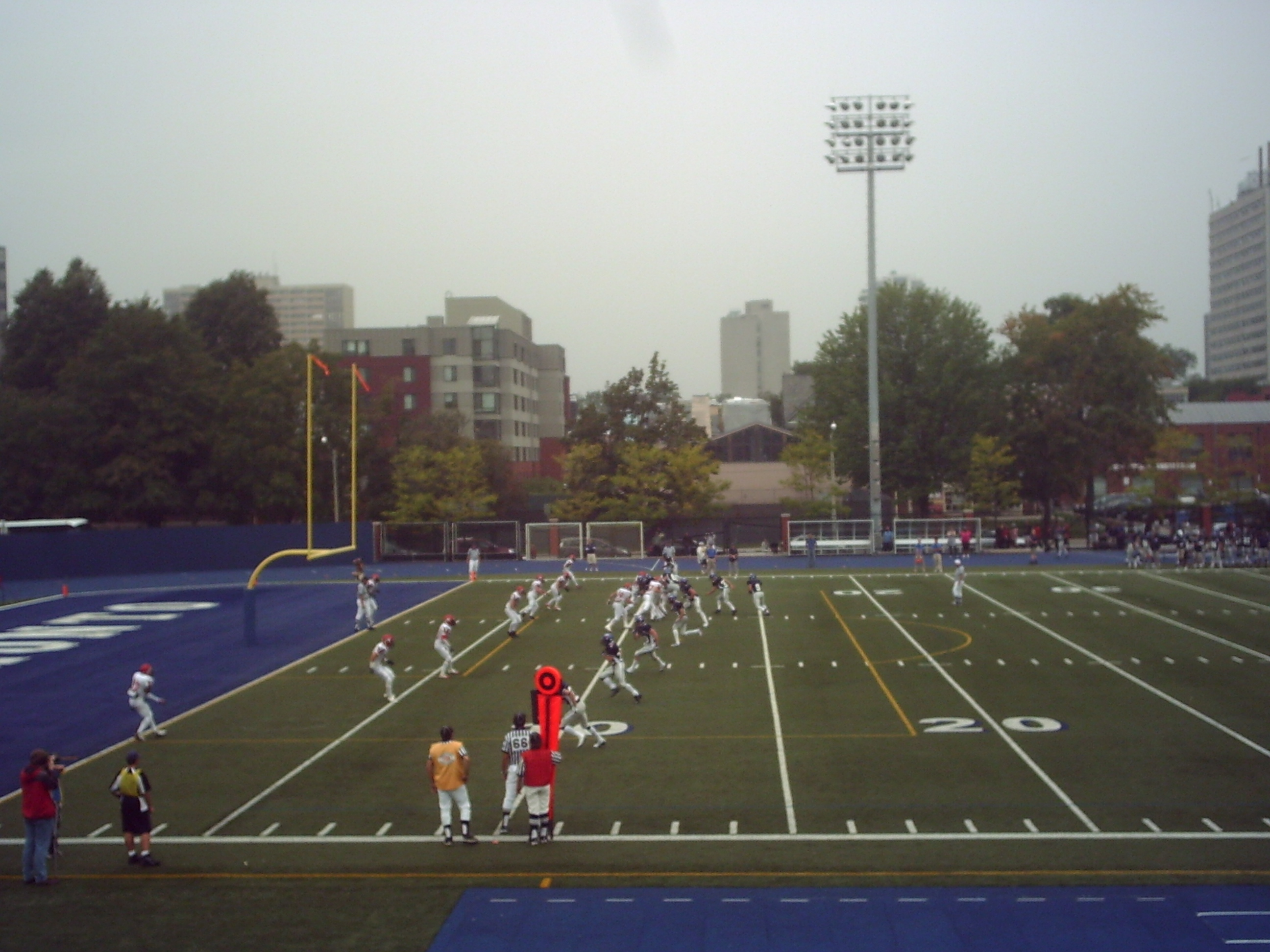
Equipe de futebol canadense do Varsity Blues contra o Lions da Universidade York no Varsity Arena.

Varsity Stadium é um estádio de futebol canadense em Toronto, Ontário, Canadá. É a sede de várias equipes de esportes do Varsity Blues. O estádio foi inaugurado em 1898, tendo sido demolida no final de 2001, por dar prejuízos à universidade. No lugar, um estádio menor foi construído, inaugurado em 2007. Foi anteriormente a sede do Toronto Argonauts. Já sediou jogos da Grey Cup, Vanier Cup, e das semi-finais de futebol dos Jogos Olímpicos de Verão de 1976, que foram realizados em Montreal, Quebec.